# Messier 106
Messier 106 (também conhecida por M106 ou NGC 4258) é uma galáxia espiral na constelação de Cães de Caça. Foi descoberto por Pierre Méchain em 1781. A M106 está localizada a cerca de 25 milhões de anos-luz da Terra. Ela também é uma galáxia do tipo Seyfert II, que significa que, devido a incomum emissão de raios X, está supostamente caindo num buraco negro supermassivo no seu centro.

## Descoberta e visualização

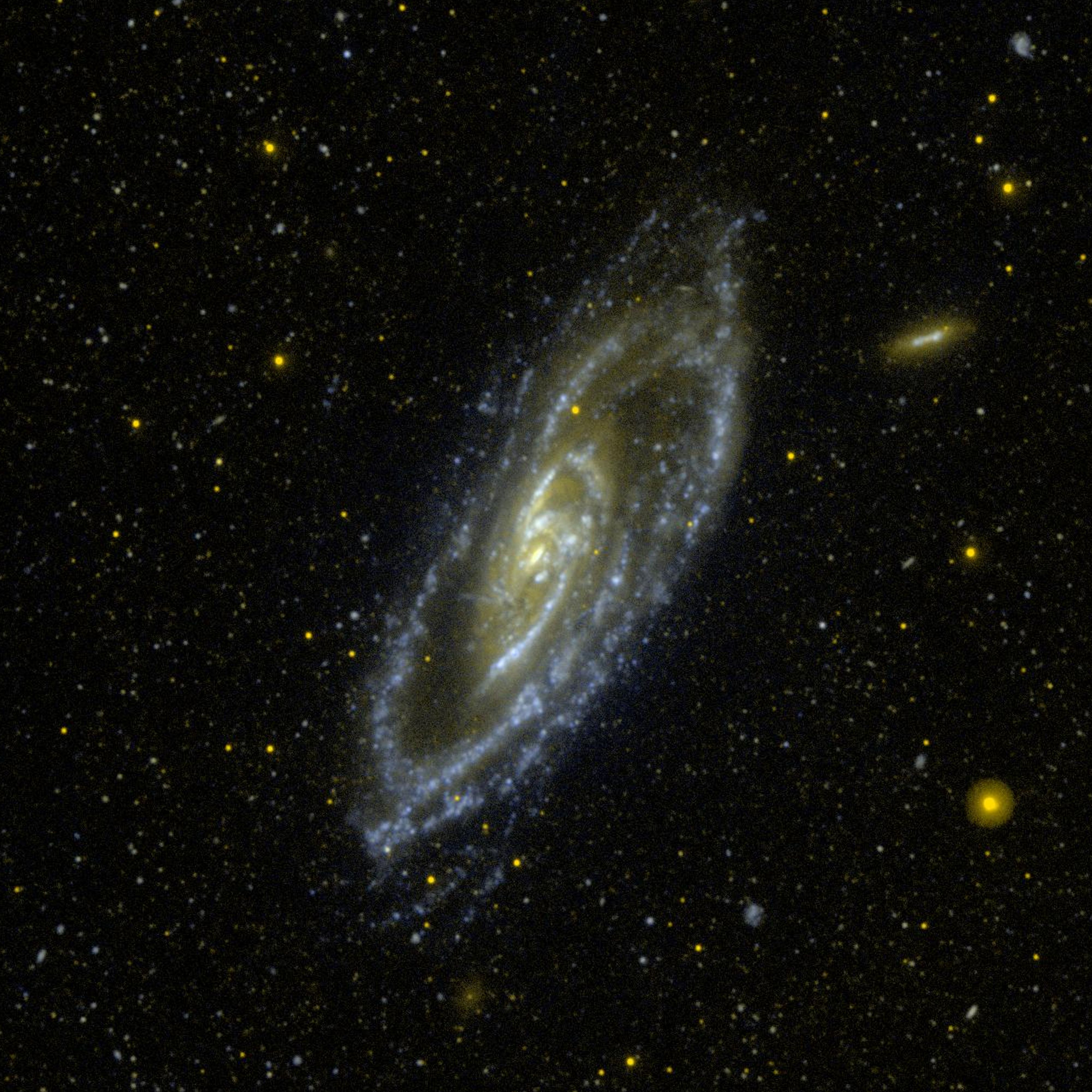
Messier 106, GALEX

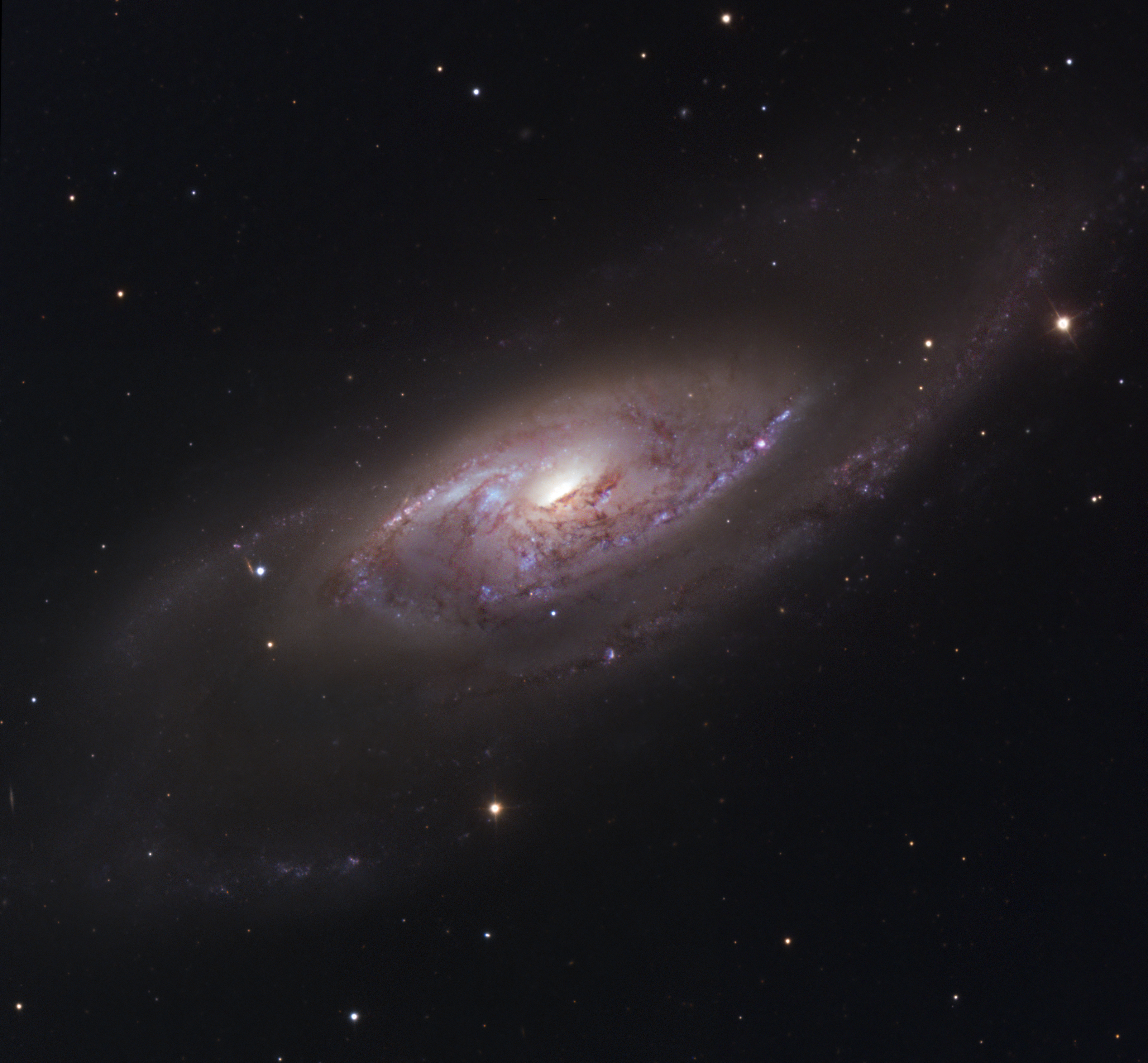
Messier 106 Galaxy

A galáxia espiral foi descoberta originalmente por Pierre Méchain, que pretendia adicioná-la a uma quarta versão do catálogo de objetos do céu profundo do astrônomo francês Charles Messier, nunca concretizada. William Herschel, descobridor de Urano, descobriu o objeto independentemente em 9 de março de 1788.
Em meados so século XX, a astrônoma canadense Helen Sawyer Hogg adicionou o objeto à versão moderna do catálogo de Messier, juntamente com M105 e M107.

## Características
A galáxia espiral está situado aproximadamente a uma distância entre 21 e 25 milhões de anos-luz em rellação à Terra e se afasta radialmente a uma velocidade de 537 km/s. É o principal membro de seu grupo galáxia, o grupo M106.
Sua vista em relação à Terra é semelhante à vista da Galáxia de Andrômeda e seus braços aprentam ser muito proeminentes devido à posição favorável de vista, de acordo com Allan Sandage: seus braços podem ser muito bem traçados a partir de seu núcleo e terminam em pontos azuis, aglomerados de estrelas jovens.
Desde a década de 1950 sabe-se que Messier 106 emite muito mais radiação eletromagnética na região do rádio do que no espectro visível e Carl Keenan Seyfert listou-a como uma galáxia Seyfert, cujo núcleo galáctico ativo emite radiações de gases ionizados e contém um buraco negro supermaciço com massa equivalente a 36 milhões de massas solares.
Em torno desse objeto existe um anel que funciona como um maser (amplificador de micro-ondas por emissão estimulada de radiação), que permite a medição da distância em relação à Terra sem o auxílio de estrelas variáveis Cefeidas. De acordo com James Herrnstein, a partir desse método, pôde-se estimar sua distância em 23,8 milhões de anos-luz.
Seu núcleo ativo também emite jatos de matéria, de modo semelhante a outras galáxias com núcleo galáctico ativo. Apenas uma supernova foi observada na galáxia: a supernova SN 1981K foi descoberta em agosto de 1981 e alcançou a magnitude aparente máxima de 16.

## Galeria

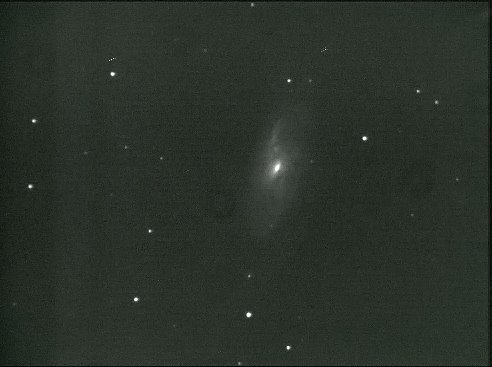
Messier 106
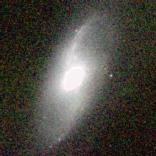
Messier 106, projeto 2MASS
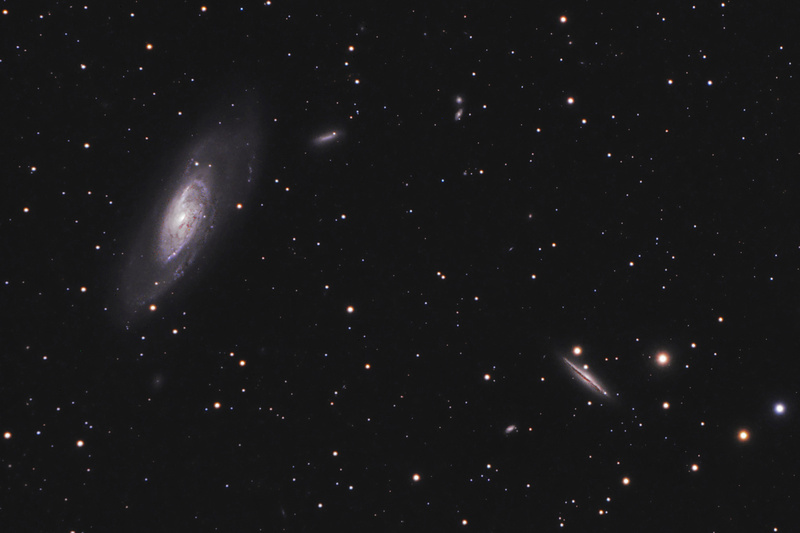
Messier 106, Hunter Wilson